# Stemma di Cipro
Lo Stemma di Cipro raffigura una colomba che porta un ramoscello d'ulivo (simbolo di pace); sotto vi è scritto  "1960", l'anno di indipendenza cipriota dal dominio britannico. Lo sfondo è giallo; questo simboleggia i grandi depositi di rame ciprioti (principalmente in forma di calcopirite, che è di colore giallo). La divisione in due parti della corona rappresenta i due gruppi etnici di Cipro, i greci e i turchi.

Stemma della Repubblica di Cipro (1960–2006)
Stemma del Dipartimento Penitenziario di Cipro

## Stemmi precedenti
Quando Cipro fu una Colonia britannica, i funzionali locali usavano uno stemma (mai ufficialmente concesso) rappresentante due leoni passanti illeoparditi, poggiati sullo Stemma reale del Regno Unito.

Casato dei Lusignano 1194–1268: Regno di Cipro
Casato dei Lusignano 1268–1393: Regno di Gerusalemme (primo e quarto quarto) e Cipro (secondo e terzo quarto)
Regno di Gerusalemme 1393–1473: Regni di Gerusalemme (primo quarto), Cipro (secondo e quarto quarto), e Armenia (terzo quarto)
Stemma di Cipro Veneziano (1555)
Stemma attribuito all'Eyalet di Cipro in una mappa del 1635 dei cartografi Willem Blaeu e Joan Blaeu
Stemma non ufficiale (1881–1905) usato dai funzionari coloniali britannici
Stemma non ufficiale (1905–1960) usato dai funzionari coloniali britannici